# Steffen Gumpert
Steffen Gumpert (* 1975 in Höxter, aufgewachsen in Holzminden) ist ein deutscher Comiczeichner und Autor, Cartoonist und Illustrator. Er lebt in Berlin.

## Leben
Gumpert studierte von 1996 bis 2001 an der Hochschule Hildesheim/Holzminden/Göttingen (HAWK – damals noch Fachhochschule Hildesheim/Holzminden/Göttingen) Gestaltung. Nach seinem Abschluss als Diplom-Designer (FH) folgte der Umzug nach Berlin. Seit 1996 ist er (zunächst studienbegleitend, später hauptberuflich) freiberuflich als Illustrator, Comiczeichner und Cartoonist tätig. Für einige Jahre war er zudem als Charakterdesigner für verschiedene Produktionen bei diversen Trickfilmfirmen und Spieleentwicklern tätig. Seine Cartoons und Comics erschienen in unterschiedlichen Publikationen und wurden vielfach ausgestellt. Er ist Vater von zwei Kindern.
Gemeinsam mit seinem Cartoonistenkollegen Denis Metz hob Gumpert 2010 den ersten Inselwitz auf der Nordseeinsel Baltrum aus der Taufe, einen fünftägigen Cartoonistenworkshop mit anschließender Vernissage und Ausstellung der dort geschaffenen Werke. Das Baltrumer Cartoon-Spektakel, das seitdem von Metz im Alleingang geleitet wird, findet im Jahrestakt um Himmelfahrt statt.
Seit etwa 2015 illustriert und schreibt Gumpert vermehrt Kinderbücher für verschiedenste Verlage.
Seine 2017 beim Tulipan Verlag erschienene Graphic Novel Der bleiche Hannes wurde 2018 mit dem Leipziger Lesekompass ausgezeichnet. Es erzählt in reduzierten Farben die Geschichte des Jungen Joris, der eine Woche mit seinen Eltern auf einer einsamen Insel verbringt und dabei die Bekanntschaft eines dort heimischen Geistes macht.
Im Sommer 2020 erschien sein Kinderbuch Schnapp den Dieb! beim Ravensburger Verlag. „Fünf kleine Detektivgeschichten werden hier ergänzt von Bilderrätseln, Labyrinthen und Aufträgen zum Mitmachen und -denken.“ Erzählt werden dabei die Abenteuer des Knobelklubs Kieselklein, einer Gruppe Hobbydetektive, die in dem kleinen Städtchen Bromberg auf Verbrecherjagd gehen.
Seit 2020 ist er einer der Illustratoren der drei ??? Kids beim Kosmos Verlag.
Er ist der Illustrator der Brockenbande für den Harzer Tourismusverband.
Seiner Vorliebe für Wimmelbilder frönte er in mehreren Wimmelmaschinenposter und -puzzlemotiven, sowie 2020 in einem Weihnachtswimmeladventskalender für den Instagramkanal von Ravensburger Kinderbücher.

## Werke

### Eigene Werke (Auswahl)
- Viel Spaß beim Yoga - Lappan, 2015, ISBN 978-3-8303-4355-4.
- Der bleiche Hannes. - Tulipan, 2017, ISBN 978-3-86429-359-7.
- Schnapp den Dieb! - Ravensburger, 2020, ISBN 978-3-473-53148-6.

### Werke als Illustrator (Auswahl)
- Jochen Till: Die wilde Wilma – Kugelfisch und Totentopf. Tulipan, 2015, ISBN 978-3-86429-248-4.
- Anja Kiel: Mein Freund der Superheld. Ravensburger, 2017, ISBN 978-3-473-36506-7.
- André Marx, Boris Pfeiffer: Die wilden Freunde (Vier Bände), Kosmos, 2017–2019, ISBN 978-3-440-15672-8 etc.
- Kathleen Röllig: Bonos Abenteuer 1 – Der Supertrick. Kuiseb, 2017, ISBN 978-99945-76-46-3.
- Jochen Till: Mein unsichtbarer Freund. Ravensburger, 2018, ISBN 978-3-473-36535-7.
- Jochen Till: Die höchstfamose Zooschule. Edel/Karibu, 2022, ISBN 978-3-96129-263-9.
- Seit 2020 Illustrator für Die drei ??? Kids. Kosmos, ab 2020, ISBN 978-3-440-17372-5 etc.

### Werke in Anthologien (Auswahl)
- Steffen Gumpert / Denis Metz (Hrsg.): Vorletzte Geräusche. Weildarum, 2010, ISBN 978-3-00-030867-3.
- Michael Holtschulte (Hrsg.): Möge der Witz mit Dir sein. Lappan, 2015, ISBN 978-3-8303-3396-8.
- Denis Metz (Hrsg.): Cartoons gegen Rechts. Lappan, 2018, ISBN 978-3-8303-3507-8.
- Myriam Halberstam (Hrsg.): #Antisemitismus für Anfänger. Ariella Verlag, 2020, ISBN 978-3-945530-29-0.
- Andre Sedlaczek (Hrsg.): Stranger Inks – Cartoons für Serienjunkies. Lappan, 2020, ISBN 978-3-8303-3572-6.
- Luft? Sehr witzig! herausgegeben von Luftmuseum Amberg. Lappan, 2020, ISBN 978-3-948137-30-4.
- Steffen Gumpert / Denis Metz (Hrsg.): Er lebe Hoch! - Loriot zum 100. Geburtstag. Lappan, 2023, ISBN 978-3-8303-3670-9.

### Preise/Auszeichnungen (Auswahl)
- 1. Platz Cartoonwettbewerb Aachen 2007 – Thema: Zensur[15]
- Auszeichnung Cartoonwettbewerb Aachen 2010 – Thema: Sie/she/elle – Er/he/il
- Leipziger Lesekompass der Stiftung Lesen 2018 – Der bleiche Hannes (Kategorie 6–10 Jahre)[9]
- Leipziger Lesekompass der Stiftung Lesen 2021 – Schnapp den Dieb! (Kategorie 6 -10 Jahre)[16]
- Leipziger Lesekompass der Stiftung Lesen 2022 – Team Lupe ermittelt – Der rätselhafte Hundedieb (Autorin: Henriette Wich/ Illustration: Steffen Gumpert) (Kat. 6 -10 Jahre)[17]
- Deutscher Kinderbuchpreis 2023 – Die höchstfamose Zoo-Schule (Autor: Jochen Till / Illustration: Steffen Gumpert)[18]